# Apanteles articas
Apanteles articas är en stekelart som beskrevs av Nixon 1965. Apanteles articas ingår i släktet Apanteles och familjen bracksteklar. Inga underarter finns listade i Catalogue of Life.